# 서울고원초등학교
서울고원초등학교는 대한민국 서울특별시 구로구에 있는 공립 초등학교이다.

## 학교 연혁
- 2004년 1월 초대 조창신교장 부임
- 2004년 2월 신입생분반/개교운영 협의회/이관학생 인수
- 2004년 3월 1일 33학급편성
- 2004년 5월 1일 서울고원초등학교 개교
- 2004년 5월 11일 개교기념식
- 2005년 2월 16일 제1회 졸업식 (159명졸업)
- 2005년 3월 1일 35학급편성
- 2006년 2월 15일 제2회 졸업식 (총:172명졸업)
- 2006년 3월 1일 36학급편성
- 2007년 2월 제3회 졸업식 (총:181명졸업)
- 2007년 3월 1일 37학급편성
- 2008년 2월 14일 제4회 졸업식 (총:161명졸업)
- 2008년 3월 1일 37학급편성
- 2009년 2월 13일 제5회 졸업식 (총:177명졸업)
- 2009년 3월 1일 36학급편성
- 2009년 9월 1일 제2대 이인철교장 부임
- 2010년 2월 11일 제6회 졸업식 (총:163명졸업)
- 2010년 3월 36학급편성
- 2011년 2월 17일 제7회 졸업식 (총:160명졸업)
- 2011년 3월 2일 제7회 입학식 (총:137명입학)
- 2012년 2월 15일 제8회 졸업식 (총:157명졸업)
- 2012년 3월 2일 제9회 입학식 (총:135명입학)
- 2012년 9월 1일 제3대 류승현교장 부임
- 2013년 2월 15일 제9회 졸업식 (총:143명졸업)
- 2013년 3월 3일 제10회 입학식 (총:136명입학)
- 2014년 2월 14일 제10회 졸업식 (총:129명졸업)
- 2014년 3월 3일 제11회 입학식 (총:156명입학)
- 2015년 2월 13일 제11회 졸업식 (총:132명졸업)
- 2015년 3월 2일 제12회 입학식 (총:126명입학)
- 2016년 2월 19일 제12회 졸업식 (총:125명졸업)
- 2016년 3월 2일 제13회 입학식 (총:119명입학)
- 2017년 3월 2일 제5대 정성림교장 취임
- 2019년 2월 15일 제15회 졸업식 (총:110명졸업)
- 2019년 3월 4일 제16회 입학식 (총:104명입학)
- 2024년 5월 1일 개교 20주년

## 참고 자료
- 서울고원초등학교 - 한국교육학술정보원 학교알리미